# 魔女首部曲：誕生
是一部2018年上映的韓國悬疑動作片，由《新世界》《V.I.P.》的導演朴勳政執導，金多美、趙敏修、朴喜洵及崔宇植主演。

## 劇情概要
由神秘的人體異能研究機構逃脫的小女孩，被一對經營牧場的老夫婦收養，取名具姿尹，並養育了10年。所有人都認為她失去了全部的記憶，所以不知她的來歷。成為優異高中生的具姿尹，在好友的鼓吹與為了幫助家中收入的雙重動機下，她參加了全國性的歌唱比賽且在比賽中一路獲勝，豐沛的獎金也讓陷入貧困的家庭得以改善。但是在她出現在電視上並表演其「魔術」之後，不知從何而來陌生的人就開始滲入她的生活。企圖追捕她的神秘機構內部也是派系分裂，除了主持研究的“白博士”外，還有名叫“貴公子”的年輕人等倖存的夥伴，及不問情由一力追殺的特種人員。多方角力下，看似對突如其來的一切感到茫然的具姿尹身不由己地陷入混亂之中。更糟的是，她身染絕症，醫生認為時間所剩不多。
被掌握行蹤的具姿尹終於被強行帶回機構之中，但內部派系鬥爭愈演愈烈。原本只是看好戲的「貴公子」突然發現事情不如想像，企圖在事態失控之前穩住局面，至此才知人外有人天外有天。
生活不好過的老夫婦其實壓抑自身的恐懼以愛養育魔女。到最後仍愛著這個女兒。

## 演出陣容

### 主演人物
- 金多美（童年：金荷娜） 飾演 具姿尹
- 趙敏修 飾演 白博士
- 朴喜洵 飾演 崔先生
- 崔宇植（童年：李時宇） 飾演 貴公子

### 其他人物
- 高旻示 飾演 都明熙
- 崔政宇 飾演 具老師
- 吳美姬（朝鲜语：오미희） 飾演 具老師的夫人
- 鄭多恩 飾演 長髮，貴公子的手下。
- 金秉玉 飾演 都警長
- 李柱元（朝鲜语：이주원 (배우)） 飾演 成社長
- 李時勳 飾演 張巡警
- 白勝哲（朝鲜语：백승철 (배우)） 飾演 商行主人
- 禹珉規 飾演 商行主人的兒子
- 金宗勳 飾演 男子1
- 徐翰潔（朝鲜语：서한결） 飾演 男子2
- 郭振錫（朝鲜语：곽진석） 飾演 成社長的手下
- 白宗煥（朝鲜语：백종환 (배우)） 飾演 成社長的手下
- 金道赫（朝鲜语：김도혁 (배우)） 飾演 成社長的手下
- 李政亨（朝鲜语：이정형 (배우)） 飾演 白博士的保鑣
- 玄奉植 飾演 中年大塊頭
- JeA 飾演 《明星誕生》評委
- Mowg（朝鲜语：모그 (음악가)） 飾演 《明星誕生》評委
- 韓承允（朝鲜语：한승윤） 飾演 《明星誕生》評委
- 鄭藝珍（朝鲜语：정우림） 飾演 濟州島少女

### 特別出演
- 李基英 飾演 李秀錫
- 權泰元 飾演 高院長

## 迴響

### 評價
在電影評論網站爛番茄上，根據18則評論，这部电影的支持率为89%，平均评分为8.7/10。

### 票房
這部電影於2018年6月27日在韓國上映。在首周末，該電影以第一名結束，結束了《妙探事務所》的票房統治。從周五到週日，它從1,117個銀幕上售出了735,000張票，在開幕週末共售出600萬美元。在第二個週末，該片僅次於《蟻人與黃蜂女》，比上週末下降了40%，共售出451,113張票，總收入350萬美元。這部電影在第三個週末票房收入310萬美元，僅次於《蟻人與黃蜂女》和《摩天大樓》。截至8月23日，這部電影吸引了3,189,092名觀眾，並獲得了24,377,666美元的收入。

### 榮譽和獎項
| 年份   | 頒獎禮                 | 獎項                    | 入圍者               | 結果 | 參考          |
| ------ | ---------------------- | ----------------------- | -------------------- | ---- | ------------- |
| 2018年 | 第27屆釜日電影獎       | 最佳女配角              | 趙敏修               | 提名 | [ 16 ] [ 17 ] |
| 2018年 | 第27屆釜日電影獎       | 最佳新人女演員          | 金多美               | 獲獎 | [ 16 ] [ 17 ] |
| 2018年 | 第55屆大鐘獎           | 最佳新人女演員          | 金多美               | 獲獎 | [ 18 ]        |
| 2018年 | 第55屆大鐘獎           | 最佳女主角              | 金多美               | 提名 | [ 18 ]        |
| 2018年 | 第55屆大鐘獎           | 最佳女配角              | 高敏詩               | 提名 | [ 18 ]        |
| 2018年 | 第55屆大鐘獎           | 技術獎                  | 《魔女首部曲：誕生》 | 提名 | [ 18 ]        |
| 2018年 | 第2屆The Seoul Awards  | 電影部門 最佳新人女演員 | 金多美               | 獲獎 | [ 19 ]        |
| 2018年 | 第39屆青龍電影獎       | 電影部門 最佳新人女演員 | 金多美               | 獲獎 | [ 20 ]        |
| 2018年 | 第39屆青龍電影獎       | 技術獎（特技）          | 朴正律、金政閔       | 提名 | [ 20 ]        |
| 2018年 | 第18屆韓國導演選擇獎   | 年度新人女演員          | 金多美               | 獲獎 | [ 21 ]        |
| 2018年 | 第10屆大韓民國電影大獎 | 年度新人女演員          | 金多美               | 獲獎 |               |
| 2018年 | 第55屆百想藝術大獎     | 電影部門 最佳新人女演員 | 金多美               | 提名 | [ 22 ]        |
| 2018年 | 第55屆百想藝術大獎     | 電影部門 最佳女配角     | 趙敏修               | 提名 | [ 22 ]        |
| 2019年 | 第22屆加拿大奇幻電影節 | 最佳女主角              | 金多美               | 獲獎 | [ 23 ]        |

## 續集
2019年5月26日透過Youtube頻道介紹了《魔女首部曲》續集的製作近況，並介紹：“從一開始製作《魔女首部曲》的時候，朴勳政導演就有著系列續集的構想。”當時電影《魔女首部曲》在韓國上映的時候總共吸引了319萬多觀眾前往觀賞，也算是相當不錯的票房成績，而投資方也決定了繼續拍攝續集。加上近來崔宇植在電影《寄生上流》中也有精彩表現，讓更多觀眾期待《魔女首部曲》的續集。
朴導演的《魔女2》雖想擴大為好萊塢電影的規格，但製作的費用仍是非常大的難關。近來製作公司才剛與導演達成共識，導演也再度重新構思《魔女2》，劇情將可能以從海外的組織相關人士回到韓國與金多美展開對決為主軸。另外,朴勛政導演還在另一個採訪中透露稱，《魔女》的世界觀有可能進一步擴大，在第一部中死掉的角色也可能重新登場。
2020年6月金多美已與電影公司完成第三部的簽約。2020年9月華納退出韓影市場，包含《魔女2》等尚在製作中的電影去向會再討論。2020年11月報導12月31日退伍的李鍾碩，已經確定加入《魔女2》的拍攝，選擇該片的原因是曾和朴勳政導演合作過電影《V.I.P.》，所以答應將特別出演電影。另外根據導演透露，《魔女2》會有許多新角色登場，女主角則是重新選拔，如當初金多美過關斬將一樣，也是通過重重試鏡選拔脫穎而出。金多美在《魔女2》戲份不多，但依舊會展現非常強烈的存在感。12月報導演員朴恩斌將加入《魔女2》的劇組拍攝。
2020年12月15日韓媒報導，經過一年多的試鏡，最終確認將由尚未出演過任何戲劇作品的素人演員申詩雅擔任續集主演。申詩雅目前為首爾某大學戲劇電影主修學生，因在試鏡中展現多樣化的演技風貌吸引了評審和導演的目光，成功從1408位候選人中脫穎而出，奪得續集主演。雖然續集一度受到華納兄弟退出韓國影業一事面臨腰斬危機，所幸最後朴勳政導演依舊爭取到續集的製作。

## 外部連結
- NAVER上《魔女首部曲：誕生》的資料
- Daum上《魔女首部曲：誕生》的資料

- 韩国电影数据库（KMDb）上《魔女首部曲：誕生》的資料
- 互联网电影数据库（IMDb）上《魔女首部曲：誕生》的资料（英文）
- 《魔女首部曲：誕生》在HanCinema的页面（英文）
- Box Office Mojo上《魔女首部曲：誕生》的资料（英文）
- 開眼電影網上《魔女首部曲：誕生》的資料（繁體中文）
- 豆瓣电影上《魔女首部曲：誕生》的資料 （简体中文）
- 《魔女首部曲：誕生》 （页面存档备份，存于） 在 Cine21 的頁面 （韓語）